# Gerfrid Gaigg
Gerfrid Gaigg (ur. 15 lipca 1932 w Salzburgu) – austriacki polityk i prawnik, parlamentarzysta krajowy, deputowany do Parlamentu Europejskiego IV kadencji.

## Życiorys
W 1951 zdał egzamin maturalny, następnie do 1955 studiował prawo na uniwersytetach w Wiedniu i Innsbrucku. Później do 1956 kształcił się w zakresie nauk politycznych na Stanford University. Działacz organizacji studenckich i absolwenckich, pełnił m.in. funkcję wiceprzewodniczącego związku absolwentów Österreichischer Akademikerbund. Pracował jako prawnik m.in. w izbie handlowej, był dyrektorem zarządzającym instytutu badawczego IPOL-Institut.
Zaangażował się w działalność polityczną w ramach Austriackiej Partii Ludowej. W latach 1981–1983 oraz 1986–1995 był posłem do Rady Narodowej XV, XVII, XVIII i XIX kadencji. W 1995 przeszedł do pracy w Parlamencie Europejskim w ramach delegacji krajowej, w którym zasiadał do 1996.
Odznaczony Wielką Złotą Odznaką Honorową za Zasługi dla Republiki Austrii (1994).